# Latarnia morska Point Lynas
Latarnia morska Point Lynas – latarnia morska położona około 2 kilometrów na wschód od wioski Llaneilian w hrabstwie Anglesey w Walii. Latarnia jest wpisana na listę zabytków Royal Commission on the Ancient and Historical Monuments of Wales. Latarnia położona jest na północnym krańcu wyspy. 
Już od 1766 roku miejsce, w którym w 1779 roku postawiono pierwszą latarnię, było wykorzystywane przez The Liverpool Pilotage Service jako baza dla pilotów wprowadzających statki do portu w Liverpoolu. 
Obecna latarnia wraz z zabudowaniami została zbudowana w 1835 roku przez Mersey Docks and Harbour Board, które 2 kwietnia 1973 roku przekazało odpowiedzialność za pracę latarni Trinity House. W 1879 roku, w obrębie latarni dobudowano dwa nowe budynki i utworzono stację telegrafu.
Latarnia została zelektryfikowana w 1951 roku, natomiast zautomatyzowano ją w 1989 roku. W latarni zainstalowany jest także automatyczny brzęczek mgłowy. Od 2001 roku latarnia znajduje się w rękach prywatnych.